# Hornsveds göl
Hornsveds göl är en sjö i Eksjö kommun i Småland och ingår i Emåns huvudavrinningsområde.